# Emiliano Molina
Emiliano Molina (Buenos Aires, 5 de enero de 1988-Buenos Aires, 25 de junio de 2005) fue un arquero argentino de reserva del Club Atlético Independiente.

## Carrera
Hijo de un matrimonio de clase media cuya madre, Laura, siempre apoyó la carrera profesional de su joven hijo. Se formó en la escuela de Miguel Ángel Santoro durante su etapa como formador.
Integrante de los seleccionados juveniles de la AFA, encaraba el comienzo de su carrera profesional, llegando a entrenar con la Primera División. Siendo un fiel compañero de Carlos Fernando Navarro Montoya, del anteriormente fallecido Lucas Molina (quien no guardaba parentesco con Emiliano) y de Oscar Ustari.
También se desempeñó en la selección Argentina los sudamericanos sub-16 del 2004 que se realizó en Paraguay y dirigido por Hugo Tocalli, jugando contra países como Estados Unidos, Ecuador y Uruguay. Y en la sub-17 del 2005 de Venezuela. Jugó cuatro partidos en ese torneo y recibió siete goles.
Tenía un futuro asegurado en Italia y era una de las mayores promesas del fútbol argentino.
Era primo del rapero Dani Ribba.

## Tragedia y fallecimiento
El domingo 12 de junio del 2005 fue la figura del partido de reserva entre Independiente y River, perdiendo por 3 a 2. Aunque al retirarse de la cancha salió ovacionado por la platea. A la noche de ese mismo día salió con su novia, su cuñada y una pareja de amigos en su auto un Volkswagen Gol gris. En la madrugada del lunes 13 a la altura de avenida Mitre, sobre el puente Pueyrredón en Avellaneda, sufrió un accidente tremendo al chocar violentamente contra la parte trasera de un camión Mercedes Benz. Emiliano fue trasladado al Hospital Pedro Fiorito debido a un traumatismo cráneo-facial grave con fracturas múltiples de huesos de la cara de la nariz, malares y un edema cerebral importante con contusión de masa encefálica y por un compromiso severo del ojo derecho. Emiliano Molina murió 12 días después, luego de 11 cirugías, a las 23.45 del sábado 25 de junio. El sábado había fallecido la hermana de su novia María, Silvia Belloso, que había sido derivada al sanatorio Itoiz de Avellaneda. Lo velaron en el gimnasio Carlos Bottaro de la sede social del club. El martes 28 de junio todos los jugadores de Independiente y Arsenal llevaron el crespón negro y en el estadio se realizó un minuto de silencio en su honor. Su novia, que estuvo un tiempo en terapia intensiva, y la pareja de amigos, Ezequiel Tavolaro y Verónica Caeir, fueron dados de alta.
Sus restos mortales descansan en el Cementerio de Avellaneda.

## Homenajes
Tiempo después de su muerte, el jugador Sergio Agüero le dedicó sus dos victorias al jugador fallecido. Una fue en el final contra Nigeria en la que se decidió por un penal de Sergio y anotado por Lionel Messi. La segunda fue nada menos que su gol a Racing en el 4 a 0 en la vieja Doble Visera de cemento.

## Clubes
| Club                        | País      | Año         |
| --------------------------- | --------- | ----------- |
| Club Atlético Independiente | Argentina | 2004 - 2005 |

### Copas internacionales
| Título                         | Club               | País      | Edición        |
| ------------------------------ | ------------------ | --------- | -------------- |
| Campeonato Sudamericano Sub-16 | Selección nacional | Argentina | Paraguay 2004  |
| Título                         | Club               | País      | Edición        |
| Campeonato Sudamericano Sub-17 | Selección nacional | Argentina | Venezuela 2005 |